# 7 widoków w drodze do Krakowa
7 widoków w drodze do Krakowa – trzynasty album studyjny Grzegorza Turnaua, wydany 28 listopada 2014 roku nakładem wytwórni Mystic Production. Płyta inspirowana jest freskami autorstwa Józefa Peszki, znajdującymi się wewnątrz Pałacu Mieroszewskich w Krakowie, ukazującymi siedem podkrakowskich miejscowości (są nimi, w kolejności utworów na płycie, Tenczyn, Czerna, Tyniec, Krzeszowice, Korzkiew, Grodzisko i Ojców). Kompozytorem wszystkich utworów jest sam Turnau, zaś autorem większości tekstów Bronisław Maj. Tematyka piosenek skupia się na przemijaniu i związanych z nim sprawach. Choć płyta powstała w studiu, nagrywano ją metodą stosowaną częściej przy albumach koncertowych – wszyscy wykonawcy grali wspólnie, zrezygnowano z osobnego nagrywania partii każdego instrumentu. Pierwszym singlem promującym płytę była Ledwie chwila, a drugim Do Leukonoe.
Płyta dedykowana jest wieloletniemu współpracownikowi Turnaua, oboiście Mariuszowi Pędziałkowi, którego instrument odgrywa też szczególnie ważną rolę w wielu utworach wchodzących w skład albumu.

## Twórcy
Źródła: 
- Grzegorz Turnau – fortepian, instrumenty klawiszowe, wokal
- Dorota Miśkiewicz – wokal
- Mariusz Pędziałek – obój
- Cezary Konrad – perkusja
- Robert Kubiszyn – kontrabas
- Robert Majewski – trąbka

oraz Śląska Orkiestra Kameralna pod dyrekcją Michała Nesterowicza.

## Lista utworów
Źródło:
1. „Tenczyn (Tamta epoka)” – 2:10
2. „Ledwie chwila” – 2:21
3. „Czerna (Może to ty i ja)” – 4:07
4. „Sen w Czernej” – 4:17
5. „Tyniec (Wszystko płynie)” – 4:09
6. „Krzeszowice (Wesele)” – 2:34
7. „Dom stary” – 4:09
8. „Korzkiew (Aptekarzowa)” – 2:12
9. „Sen w Korzkwi” – 2:54
10. „Grodzisko (Czym jest sen)” – 6:25
11. „Ojców (Maczuga)” – 2:37
12. „Wieśniacze życie” – 4:44
13. „Do Leukonoe” – 3:23